# محوطه ماشکید ۷
محوطه ماشکید ۷ مربوط به دوره ساسانیان است و در شهرستان گلشن، بخش مرکزی، ۱۶/۸ کیلومتری شمال غرب شهر جالق، منطقه آب سردین واقع شده و این اثر در تاریخ ۱۳ آبان ۱۳۸۶ با شمارهٔ ثبت ۱۹۷۷۸ به‌عنوان یکی از آثار ملی ایران به ثبت رسیده است.